# Taya Valkyrie
Kira Reneé Magnin-Forster (el 22 de octubre de 1983) es una luchadora profesional canadiense, más conocida en el circuito independiente bajo el nombre de Taya Valkyrie, actualmente trabaja en la compañía de lucha libre profesional All Elite Wrestling, anteriormente estuvo en Impact Wrestling, Lucha Libre AAA Worldwide (AAA) y Lucha Underground. Trabajó para la WWE en la marca NXT bajo el nombre Franky Monet.
En cuanto a sus logros, se destaca como cuatro veces Campeona Reina de Reinas de la AAA y una vez Campeona de Knockouts de Impact, además en su primer reinado posee el reinado más largo de ambos campeonatos.

## Primeros años
Forster era una bailarina de formación clásica. Se había entrenado en gimnasia y estudió danza desde los cuatro años y fue a estudiar en el Royal Winnipeg Ballet. En 2005, comenzó a participar en competiciones de fitness y haciendo el modelado físico. La colocación de 1.ª en el Campeonato Canadiense CBBF 2010, 2.º en el Arnold Amateur en 2011 y ha aparecido en varias revistas y calendarios de la aptitud sobre su carrera de fitness.

## Carrera

### Formación (2010)
En 2010, Forster comenzó a entrenar con Lance Storm a su tormenta de lucha de la Academia y se graduó de que en septiembre de 2010. Ella era una parte de la serie de la realidad canadiense de Lance mundo de dolor y también la segunda temporada de la serie con Rowdy Roddy Piper . A partir de ahí, Forster, entonces, ir a competir a varios federales canadienses bajo el nombre Taya Valkyrie, más notablemente ECW.

### World Wrestling Entertainment (2011)
En octubre de 2011, se firmó un contrato con la World Wrestling Entertainment (WWE), después de una prueba con ellos.
Después de no hacer ningún debut registrado oficialmente en la WWE o de sus otros programas, Forster volvió a la lucha libre en el circuito independiente. Continuó la lucha libre en Canadá para el resto del año 2011 hasta marzo de 2012.

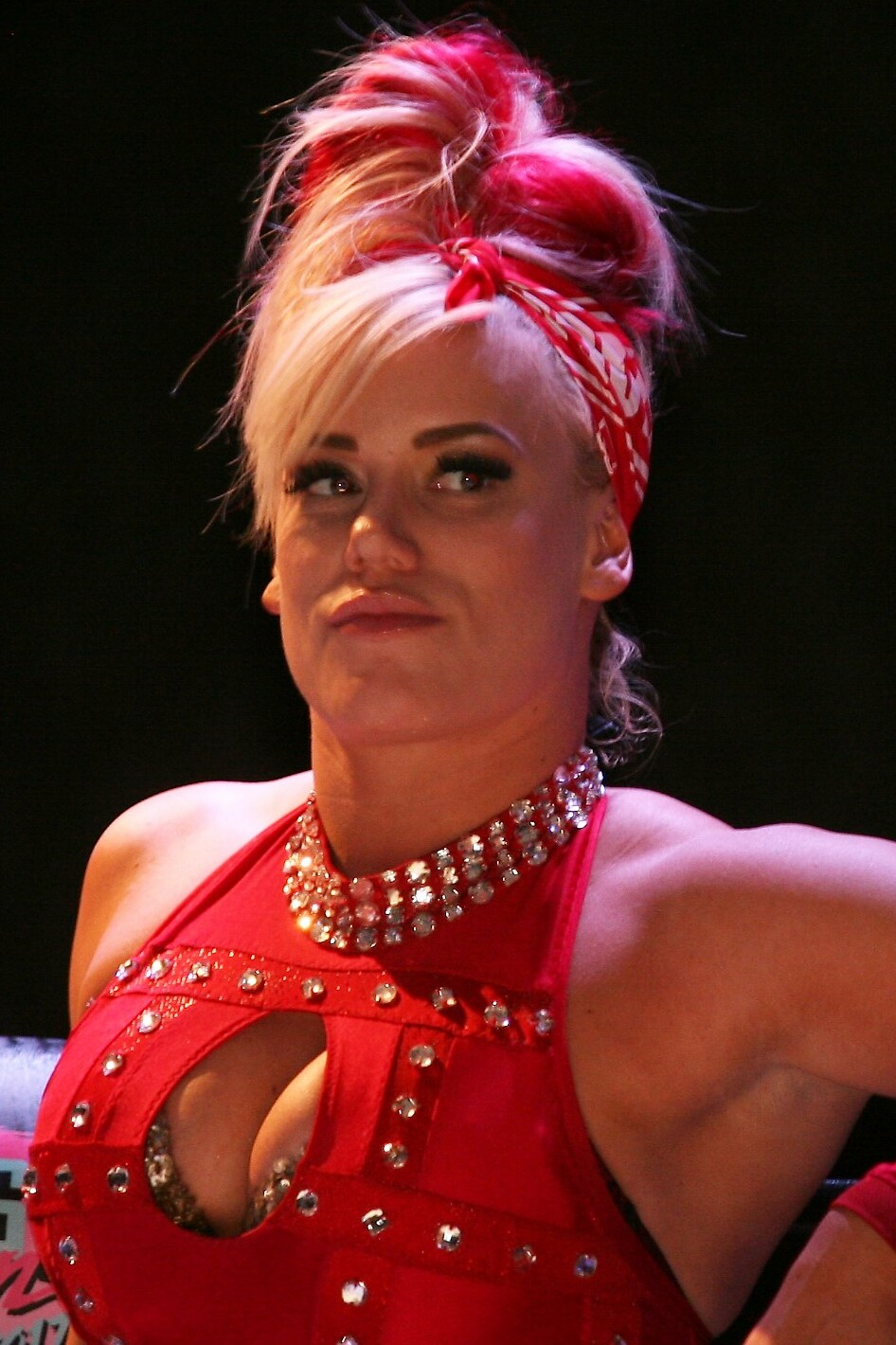
Valkyrie en 2016.

### Asistencia Asesoría y Administración/Lucha Libre AAA Worldwide (2012-2017)
Forster le hizo en el debut del ring para la promoción de México Asistencia Asesoría y Administración bajo el nombre de Taya Valkyrie el 3 de noviembre de 2012, compitiendo en una de seis personas pelea por equipos mixtos , haciendo equipo con Gran Apache y Mari Apache en un esfuerzo por ganar contra Cuervo , Faby Apache y Lolita. A lo largo de 2012 y principios de 2013, Taya compitió en varios partidos de equipo de la etiqueta que termina en ambos lados de ganar o perder. El 3 de marzo de 2013, Valkyrie venció a Jennifer Blake para avanzar en la final de un torneo por el vacante Campeonato Reina de Reinas AAA . Dos semanas después, el 17 de marzo, en Rey de Reyes , Valkyrie compitió en un partido de la eliminación de cuatro vías contra Faby Apache, LuFisto y Mari Apache, pero no tuvo éxito en ganar el vacante Campeonato Reina de Reinas. El 17 de agosto en la Triplemanía XXII Taya se enfrentó a Faby Apache por el campeonato Reina de Reinas convirtiéndose así en la primera extranjera en tener el campeonato.
En Triplemanía XXIV, Taya traiciona a Pentagón Jr. y a su equipo de La Sociedad ayudándole a Johnny Mundo a ganar el Campeonato Latinoamericano de AAA.
El 19 de marzo, en Rey de Reyes, Taya perdió su campeonato contra Ayako Hamada así poniendo el fin del reinado más largo de la historia. En 21 de abril, Taya logra recuperar su campeonato en su revancha titular, donde fue su última lucha en AAA.
El 1 de julio, el campeonato fue declarado vacante por orden del Vampiro a través de un comunicado, así concluyendo su segundo reinado de 71 días.El 16 de julio, Taya dejó oficialmente la empresa AAA, más tarde se supo que fue por decisión de la canadiense puesto que se enfrentaría a la semirretirada Sexy Star y perder el campeonato, Valkyrie se negó al alegar que la merecedora debía ser alguien que se mantuvo activa durante el último año.

### Lucha Underground (2016-2018)
Valkyrie debutó en Lucha Underground en 24 de febrero, el año 2016 episodio, como valet de Johnny Mundo. Hizo su debut en el ring en el episodio del 9 de marzo de perder a la jaula en un partido sin descalificación. Taya compitió en Aztec Warfare II, el 12 de abril, el año 2016 del episodio, su primera lucha por el Título de Lucha Underground. Entró en el número 9, y se elimina la jaula, pero más tarde se cubrió y se elimina de Fénix.

### Circuito independiente (2016-2021)
Taya ganó el Ironman HeavymetalWeight Championship de Dramatic Dream Team Pro Wrestling (campeonato que se rige por la regla 24/7) venciendo por pinfall a Ryan Nemeth el 23 de junio. Dos días después lo perdió ante Johnny Mundo después de que este la hiciera caer por sacarle una silla.

### Global Force Wrestling/Impact Wrestling (2017-2021)
Taya hizo su debut televisado el 7 de septiembre de 2017, mientras Gail Kim, Allie y Rosemary estaban siendo atacadas por Sienna y Taryn Terrell, todo parecía indicar que Valkyrie estaba del lado técnico pero de inmediato se une a las Heel aplicando un "Doble Chicken Wing Facebuster" en Rosemary. A la semana siguiente venció en su debut a Amber Nova, teniendo luego un cruce de palabras con Karen Jarrett. El 4 de noviembre, se anunció que Taya fue sacada de Bound for Glory y las grabaciones de Impact en Ottawa debido a problemas relacionados con si podría o no regresar a los Estados Unidos. También se anunció que regresaría a Impact Wrestling en 2018.
El 1 de marzo de 2018; Valkyrie volvió a Impact para continuar su rivalidad con Rosemary. Ella atacó a Rosemary después de un intercambio de palabras. En el episodio del 12 de abril de Impacto; Taya y Rosemary terminaron su feudo en un combatee de Demon's Dance en el que Rosemary ganó después de ponerla en una mesa con un piledriver.
El 27 de septiembre, Taya volvió a retar a Tessa Blanchard a retar por su Campeonato de Knockouts en Bound for Glory cambiándose a face. La disputa entre los dos continuó ya que Valkyrie pudo enviar a Blanchard en un combate mixto (donde se unió a su esposo Johnny Impact y Blanchard fue emparejado con su rival Moose). La victoria por sumisión le hizo ganar otra pelea por el título, que se anunció para Homecoming. El 6 de enero de 2019, Valkyrie ganó el Campeonato de Knockouts después de que el árbitro invitado especial Gail Kim (a quien Blanchard había atacado durante la lucha) realizó su movimiento final que permitió a Valkyrie ejecutar su propio antes de que ella la inmovilizó. El 15 de marzo, Valkyrie cambió a heel una vez más al golpear a Brian Cage, lo que le permitió a su esposo en la vida real, Johnny Impact (quien también cambió a heel) atacar a Cage.
En el episodio del 12 de abril de Impact!, Valkyrie e Impact derrotaron a Brian Cage y Jordynne Grace. Valkyrie luego defendería con éxito el Campeonato Knockouts contra Jordynne Grace en Rebellion, y además contra Rosemary, Su Yung y Havok en un Monster's Ball Match en Slammiversary XVII y luego contra Tenille Dashwood en Bound for Glory. Después de su victoria en Slammiversary, Taya tendría una defensa más en México que se ganó fácilmente contra un oponente mucho más pequeño. Esto significó que Valkyrie excedería el período de tiempo en que Taryn Terrell sostuvo el campeonato e Impact confirmó a Valkyrie como el nuevo campeón reinante más largo. 
En el Impact! emitido el 11 de febrero, fue derrotada por Jordynne Grace perdiendo el Campeonato Knockouts de Impact!.
En el Impact! del 13 de octubre, junto a Rosemary derrotaron a Kiera Hogan & Tasha Steelz y a Havok & Nevaeh en una Triple Threat Tag Team Match. En Bound For Glory, participó en el Call Your Shot Gauntlet Match, entrando de #15, eliminando a Havok, sin embargo fue eliminada por Larry D & Ace Romero.
En el episodio del 19 de enero de 2021 de Impact!, la historia en torno a encontrar quién le disparó a John E. Bravo terminó cuando se reveló que Valkyrie era la culpable. Esto fue escrito para explicar la salida de Valkyrie de Impact Wrestling.

### Regreso a la AAA (2018-2021)
El 31 de octubre, AAA anuncio el regreso de Taya como representante de Impact a través de Facebook Watch llamado "Lucha Capital". El 14 de noviembre en su regreso, Taya fue derrotada ante Australian Suicide en la primera ronda. El 5 de diciembre, Taya derrotó a La Hiedra en la semifinal. El 19 de diciembre, Taya venció a Keyra y Vanilla ganando el torneo femenino de Lucha Capital y esa misma noche ella obtuvo una oportunidad por el Campeonato Reina de Reinas de AAA de Lady Shani para una futura lucha.
El 15 de septiembre de 2019, Taya participó en el evento Lucha Invades NY de Impact Wrestling (IW) y AAA, derrotando a Tessa Blanchard por coronándose como Campeona de Reina de Reinas de AAA por tercera vez.

### WWE (2021)
El 14 de febrero de 2021, se informó que Forster firmó un contrato con la WWE. En abril se anunció su próximo debut en NXT bajo el nombre de Franky Monet. El episodio del 13 de abril en NXT, hizo su debut en televisión interrumpiendo a Dakota Kai y la Campeona Femenina de NXT Raquel González. El 25 de mayo en NXT, Monet hizo su debut en el ring derrotando a Cora Jade, haciendo lo propio las semanas siguientes con Elektra López y Jacy Jayne, sin embargo, su racha de victorias no duró mucho al caer derrotada por Kacy Catanzaro y Kayden Carter en una lucha en parejas. 
Después de su primer derrota se unió a The Robert Stone Brand junto a Jessi Kamea y Robert Stone, entonces así empezaría una breve rivalidad titular con Raquel González, obteniendo su primera lucha por un campeonato dentro de WWE. Su lucha titular no fue efectiva hasta el evento central del episodio del 28 de septiembre de NXT 2.0, donde salió derrotada por Raquel, seguido de esto Monet, Kamea y Stone fueron atacados por Toxic Attraction (Gigi Dolin, Mandy Rose y Jacy Jayne). El 4 de noviembre del 2021, Kira Forster (Franky Monet) fue despedida de WWE a escasos meses de haber sido firmada, rumores desde su salida apuntaron que se debió a su edad, pues la empresa ahora estaba en búsqueda de talentos más jóvenes.

### Segundo regreso a AAA (2021-presente)
El 4 de diciembre en Triplemania Regia II, Valkyrie hizo su regreso a AAA y desafió a Deonna Purrazzo por el Campeonato AAA Reina de Reinas.

### Regreso a Impact Wrestling (2022-presente)
El 1 de abril de 2022 en Multiverse of Matches, Valkyrie hizo su regreso a Impact Wrestling y desafió a Purrazzo por el Campeonato AAA Reina de Reinas en Rebellion. En Rebellion, Valkyrie derrotó a Purrazzo para ganar el título por cuarta vez récord en su carrera. 

### Major League Wrestling (2022-presente)
El 21 de abril de 2022, MLW anunció que el Campeonato Femenino  Peso Pluma de MLW se decidiría en Kings of Colosseum, cuando la fuerza dominante Holidead se enfrente al regreso de Taya Valkyrie.

### National Wrestling Alliance (2022-presente)
Debutó en Alwayz Ready, donde fue derrotada por Natalia Markova. 3 días después en Powerrr, derrotó a Taryn Terrell. En el Powerrr emitido el 19 de julio, se enfrentó a Ella Envy y a Max The Impaler en una Triple Threat Match, sin embargo perdió, a la siguiente semana en Powerrr, derrotó a KiLynn King ganando una oportunidad al Campeonato Mundial Femenino de la NWA de Kamille en NWA 74th Anniversary Show. En la Noche 1 de NWA 74th Anniversary Show, se enfrentó a Kamille por el Campeonato Mundial Femenino de la NWA, sin embargo perdió. Al día siguiente en el Pre-Show de la Noche 2 de NWA 74th Anniversary Show, junto a Jennacide & KiLynn King se enfrentaron a Natalia Markova, Madi & Missa Kate en un Queen Bee Match, sin embargo perdieron en la primera etapa del combate quedando eliminadas.
Empezando el 2023, en el Powerrr emitido el 3 de enero, representando a Team Rock ‘n’ Roll derrotó a Angelina Love representante del Team Great, consiguiendo 6 puntos en la SemiFinal del Champions Series.

### AEW (2023-presente)
Durante las transmisiones de AEW Dynamite el 15 de marzo del 2023, hizo su aparición en la compañía donde confrontó a la Campeona TBS de AEW, Jade Cargill y la reto por el campeonato, donde esta última aceptó el reto.

## Vida personal
Forster mantuvo una relación amorosa con el luchador John Morrison. Se comprometieron el 14 de junio de 2017
.

## Campeonatos y logros
- DDT Pro-Wrestling
  - Ironman Heavymetalweight Championship (1 vez)

- Impact Wrestling
  - Impact Knockouts Championship (1 vez)
  - Impact Knockouts Tag Team Championship (2 veces) - con Rosemary (1) con Jessicka & Rosemary (1)
  - IMPACT Year End Awards (1 vez)
    - Knockout of the Year (2019)[22]

- Ironfist Wrestling
  - Ironfist Women's Championship (1 vez)

- Future Stars of Wrestling
  - FSW Women's Championship (1 vez)[23]
- Heavy on Wrestling
  - Heavy on Wrestling Women's Championship (1 vez)[24][25]

- Lucha Libre AAA Worldwide
  - Campeonato Reina de Reinas de AAA (4 veces)
  - Lucha Capital Femenil (2018)

- Major League Wrestling
  - MLW Women's World Featherweight Championship (1 vez e inaugural)

- Xtreme Pro Wrestling
  - XPW Women's Championship (1 vez)[26][27][28]
  - XPW Women's Championship tournament (2022)[29]
- World Series Wrestling
  - WSW Women's Championship (1 vez)[30][31][32]

- National Wrestling Alliance
  - NWA Champions Series Tournament (2023) – con Team Rock N’ Roll (Ricky Morton, Kerry Morton, Chris Adonis, Madi Wrenkowski, La Rosa Negra, Mims, Dak Draper & Alex Taylor)[33]

- Pro Wrestling Illustrated
  - Situada en el N°36 en el PWI Female 100 en 2018
  - Situada en el Nº15 en el PWI Female 100 en 2019
  - Situada en el Nº17 en el PWI Female 100 en 2020
  - Situada en el Nº126 en el PWI Female 150 en 2021
  - Situada en el Nº10 en el PWI Female 150 en 2022